# Calclamna
Calclamna is een geslacht van uitgestorven zeekomkommers die leefden in het Trias en het Jura, in het gebied dat tegenwoordig Europa heet.

## Soorten
- Calclamna germanica Frizzell en Exline, 1955 † (typesoort)

Synoniemen
- Calclamna uermanica Frizzell en Exline, 1955
- Cibrum longipontinum K. Frentzen, 1964